# Перина пећина
Перина пећина налази се дубоко у шуми, у близини Старих Лединаца и Поповице, на Фрушкој гори.
Перина пећина представља један је од јединствених локалитета до кога води узани шумски пут. Претпоставља се да је пећина остатак некадашњег рудника, а порекло назива није познато – по причама локалног становништва постојао је извесни Пера који је био власник рудника, а по другима да је тај исти Пера умро у овој пећини. Улаз у пећину је веома узак и једва довољан да се човек просечне величине провуче. Након уласка, пећина се грана на два тунела који се константно благо спуштају. Укупна дужина тунела је 70 метара.
Улаз у пећину је строго забрањен и на уласку је постављена решетка. На уласку постоји табла са основним информацијама о геологији пећине и приказом унутрашњости, тако да се може стећи увид о изгледу пећине.